# Mistrovství světa juniorů v lyžařském orientačním běhu
Mistrovství světa juniorů v lyžařském orientačním běhu (Junior World Ski Orienteering Championships, JWSOC) je pořádáno od roku 1994. Původně probíhalo po dvou letech, od roku 1998 je pořádáno každoročně. Účastnické státy musí být členy Mezinárodní federace orientačního běhu IOF.

## Seznam mistrovství světa
| Pořadí | Ročník | Datum                 | Místo                               |
| ------ | ------ | --------------------- | ----------------------------------- |
| 1      | 1994   |                       | Rovaniemi, Finsko                   |
| 2      | 1996   | 5.-12. února          | Banská Bystrica/Donovaly, Slovensko |
| 3      | 1998   |                       | Velegož, Rusko                      |
| 4      | 1999   | 1.-7. března          | Jundola, Bulharsko                  |
| 5      | 2000   | 31. ledna - 6. února  | Banská Bystrica, Slovensko          |
| 6      | 2001   | 11.-18. února         | Trentino, Itálie                    |
| 7      | 2002   | 27. ledna - 3. února  | Jablonec nad Nisou/Harrachov, Česko |
| 8      | 2003   | 17.-23. února         | Petrohrad, Rusko                    |
| 9      | 2004   | 19.-25. ledna         | Vuokatti, Finsko                    |
| 10     | 2005   | 23.-29. února         | S-chanf, Švýcarsko                  |
| 11     | 2006   | 20.-27. února         | Ivanovo, Rusko                      |
| 12     | 2007   | 11.-18. února         | Salzburg, Rakousko                  |
| 13     | 2008   | 11.-18. února         | Dospat, Bulharsko                   |
| 14     | 2009   | 25. ledna - 1. února  | Dalarna, Švédsko                    |
| 15     | 2010   | 8.-15. února          | Miercurea Ciuc, Rumunsko            |
| 16     | 2011   | 31. ledna - 6. února  | Lillehammer, Norsko                 |
| 17     | 2012   | 20.-26. února         | Sumy, Ukrajina                      |
| 18     | 2013   | 11.-18. února         | Madona, Lotyšsko                    |
| 19     | 2014   | 18.–23. února         | Põlva, Estonsko                     |
| 20     | 2015   | 9.–15. února          | Hamar/Løten, Norsko                 |
| 21     | 2016   | 29. února - 5. března | Obertilliach, Rakousko              |
| 22     | 2017   | 8.–12. února          | Imatra, Finsko                      |
| 23     | 2018   | 4.–8. února           | Bulharsko                           |
| 24     | 2019   | 20.–24. března        | Piteå, Švédsko                      |
| 25     | 2020   | 20.–26. února         | Umeå/Vindeln, Švédsko               |
| 26     | 2021   | 22.-28. února         | Kääriku, Estonsko                   |
| 27     | 2022   | 14.-20. března        | Kemi/Keminmaa, Finsko               |
| 28     | 2023   | 30. ledna - 5. února  | Madona, Lotyšsko                    |
| 29     | 2024   | 20.-27. ledna         | Ramsau, Rakousko                    |